# Ragnar Svensson (konstnär)
Arvid Ragnar Julius Svensson, född 20 maj 1881 i Frösö socken, Jämtlands län, död 21 juni 1942 i Östersund, var en svensk bokhållare och målare.
Han var son till majoren Axel Svensson och Alma Kruuse af Verchou och gift med tvätteriidkerskan Sofia Svensson samt far till Rune Sigvard. I Svenssons släkt på mödernet finns ett antal framgångsrika konstnärer bland andra Anton Genberg och Karl Örbo och Svensson började måla tavlor med sina konstnärliga anlag utan någon formell utbildning. Han utövade ett flitigt umgänge med den bisarre konstnären August Berg och fick via honom en viss vägledning. När hans son ville välja konstnärsbanan avrådde han starkt och menade att han borde utbilda sig till något som gav en trygg inkomst. Hans konst består huvudsakligen av kopior och han gjorde sig känd för sina minutiöst noggranna kopior av Rubens och Rafaels verk samt senare tids svenska konstnärer. För I 5s underofficersmäss målade han en kopia av Karl XII:s likfärd efter Gustaf Cederströms originalmålning. När han skapade motiv fritt målade han landskapsmålningar, porträtt och genremålningar utförda i olja.